# أدريان دسوزا
أدريان دسوزا (بالإنجليزية: Adrian D'Souza) هو لاعب هوكي الحقل هندي، ولد في 24 مارس 1984 في Malad ‏ في الهند.

## وصلات خارجية
- أدريان دسوزا على موقع أوليمبيديا (الإنجليزية)